# 로니엘 이글레시아스
로니엘 이글레시아스 소톨롱고(스페인어: Roniel Iglesias Sotolongo, 1988년 8월 14일~)는 쿠바의 권투 선수이다. 올림픽에 4회 참가하였고, 2008년 하계 올림픽 라이트웰터급에서 동메달을 획득한 것을 시작으로 2012년 하계 올림픽에서 라이트웰터급 금메달, 2020년 하계 올림픽 웰터급 금메달을 획득했다. 또한 세계 선수권 대회에서 금메달 1개, 은메달 1개를 획득했다.